# Eric Gordon
Eric Ambrose Gordon Jr. (Indianapolis, 25 dicembre 1988) è un cestista statunitense con cittadinanza bahamense, di ruolo guardia anche se adattato ad ala piccola negli ultimi anni.
Dopo avere frequentato l'Università dell'Indiana nel 2008 è entrato in NBA nelle file dei Los Angeles Clippers. Nel 2011 si è trasferito ai New Orleans Hornets, per poi passare agli Houston Rockets nel 2016. Nel 2023 ritorna ai Clippers dopo 7 anni a Houston.
A Houston ha vinto il titolo di sesto uomo dell'anno e la gara del tiro da tre punti.
Con la nazionale statunitense ha vinto l'oro ai Mondiali 2010.

## Biografia
Eric Gordon jr. è nato a Indianapolis nel 1988 da Eric sr. e Denise Gordon. Ha origini bahamensi da parte di madre oltre ad avere 2 fratelli minori di nome Evan ed Eron, nati rispettivamente nel 1991 e nel 1997. Il primo ha anch'egli giocato a pallacanestro per gli Indiana Hoosiers, il secondo invece a Seton Hall.

## Caratteristiche tecniche
Gordon è un giocatore offensivamente completo, che gioca da guardia ma che può essere adattato nel ruolo di ala piccola. Gordon è abile nell'andare a canestro e procurarsi falli, oltre a essere un buon saltatore ed è un ottimo tiratore da fuori (qualità che gli valse la vittoria della gara del tiro da 3 nel 2017). In più è anche un buon difensore.

## Carriera

### Inizi

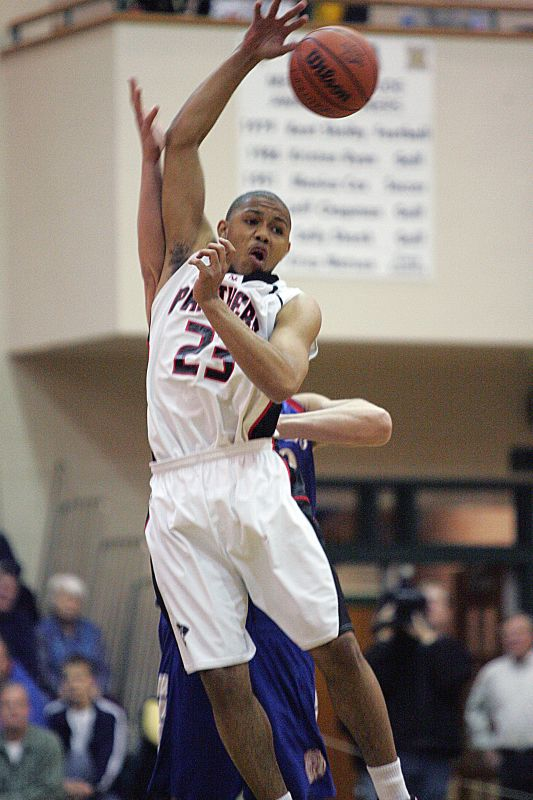
Gordon all'High School

Frequentò la North Central High School della sua città natale (ovvero Indianapolis), e nel 2007 partecipò al McDonald's All-American Game e venne nominato Gatorade National Male Athlete of the Year.
In questi anni non mancarono per lui offerte da parte di prestigiose università come Duke e Notre Dame che ebbero dei colloqui con lui per reclutarlo ma senza riuscire convincerlo a venire da loro.
Al termine della sua positiva esperienza andò a frequentare l'università della stessa città, ovvero agli Indiana Hoosiers; rimase agli Hoosiers per un anno, in cui guidò la Big Ten per media punti (20,9 a partita), fu quinto come percentuali ai tiri liberi (83,4%) e decimo in stoppate (1,3). A livello di squadra, oltre a essere stato il migliore marcatore, ruppe il record di punti totali segnati da un giocatore da un freshman  (669 nel suo caso) appartenente a Michael Redd nel 1998, segnando 20 o più punti in 19 occasioni e segnando anche 3 trentelli.
Il 5 aprile 2008, al Jewish Community Center di Baltimora, annunciò la sua candidatura al Draft NBA. L'analista di ESPN Chad Ford lo inserì tra i giocatori della top 10 del Draft, e non fu il solo.

### Arrivo in NBA: Los Angeles Clippers (2008-2011)

#### Stagione da rookie: 2008-2009

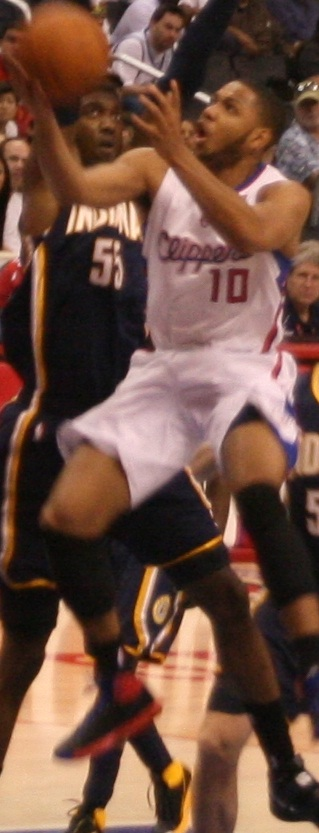
Gordon a rimbalzo con i Clippers contro Roy Hibbert degli Indiana Pacers

Il 27 giugno 2008 venne selezionato dai Los Angeles Clippers come settima scelta assoluta al Draft NBA.
A livello di squadra la stagione fu pessima in quanto la squadra concluse al penultimo posto della Western Conference (con un record di 19 vittorie e 63 sconfitte), ma ottima a livello individuale: Gordon praticamente entrò subito nelle rotazioni, andando a disputare 78 partite, di cui ben 65 da titolare. In gennaio ricevette il premio di rookie of the month della Western Conference. Concluse la stagione con una media di 16,1 punti, 2,8 assist, 2,6 rimbalzi e delle ottime percentuali al tiro: 45,6% dal campo, 38,9% da 3 e 85,4% ai tiri liberi. Arrivò quinto nella graduatoria per il vincitore del rookie of the year, successivamente vinto da Derrick Rose. Entrò comunque nell'All-Rookie Second Team.

#### Stagione 2009-10
In questa stagione Gordon durante l'All-Star Weekend partecipò a due eventi: lo Sprite Slam Dunk Contest e la Rookie Challenge (in cui giocò tra i sophomores); nel primo dei due eventi perse contro DeMar DeRozan, mentre nel secondo giocò 20 minuti in uscita dalla panchina mettendo a referto 6 punti, con la sua squadra che perse 140-128.
In questa stagione migliorò le sue statistiche mettendo a referto 16,9 punti a partita e 3 assist, anche se diminuì il numero di partite giocate (62, di cui 60 da titolare) a causa di vari infortuni patiti nel corso di tutta la stagione. La squadra a fine anno terminò quart'ultima nella Western Conference con un record di 29-53.

#### Stagione 2010-11
In questa stagione migliorò ulteriormente le proprie statistiche: arrivò a mettere a referto ben 22,3 punti a partita (ulteriore miglioramento rispetto agli altri 2 anni), 2,9 rimbalzi e 4,4 assist in 37,4 minuti a partita (queste ultime statistiche a oggi sono le migliori per Gordon per quanto riguarda la RS). Ma, esattamente come nella stagione precedente, Gordon perse tante partite a causa di vari infortuni, tra cui uno causatogli dal centro dei Golden State Warriors, ovvero Andris Biedriņš che lo costrinse a saltare ben 18 partite (prima di quest'infortunio Gordon aveva una media di 24,1 punti a partita). La gara venne comunque vinta dai Clippers per 113-109. In totale le partite giocate da Gordon furono 56 (tutte da titolare) su 82 complessive, saltandone ben 26 per infortunio. I Clippers invece a fine anno arrivarono una posizione più indietro rispetto alla stagione precedente (terz'ultimi nella Western Conference, anche per via di una partenza con molte sconfitte), ma con un record leggermente migliore di 32-50 (3 vittorie in più rispetto all'anno prima).

### New Orleans Hornets/Pelicans (2011-2016)

#### Stagione 2011-12
Il 15 dicembre 2011 venne ceduto dai Clippers insieme a Chris Kaman, Al-Farouq Aminu, due future seconde scelte al Draft e una prima scelta non protetta al Draft NBA 2012 (proveniente dai Minnesota Timberwolves) ai New Orleans Hornets, nella trade che portò Chris Paul a fare il percorso inverso.
Nonostante nella stagione precedente Marco Belinelli avesse giocato molto bene nel quintetto base degli Hornets, Gordon diventò subito il titolare della squadra, facendo sì che la guardia italiana andasse in panchina. Esordì con gli Hornets nella gara inaugurale, giocata in trasferta, contro i Phoenix Suns, vinta 85-84 in cui mise ha referto ben 20 punti, 3 assist e 4 rimbalzi, segnando anche il canestro della vittoria a 4,2 secondi dalla fine della gara. Però in questa partita subì nuovamente un infortunio: a seguito di uno scontro con Grant Hill (piccolo particolare: anche Hill nel corso della sua carriera fu un giocatore injury-prone come Gordon) avvenuto nel terzo quarto, si fece nuovamente male al ginocchio e fu costretto a stare fuori per una settimana. Tornò per la partita contro i Philadelphia 76ers in cui segnò 22 punti, ma dopo quella partita non giocò per un mese sempre per problemi fisici. Tornò a disposizione soltanto per il finale di stagione: il ritorno in campo avvenne il 5 aprile 2012 nella gara contro i Denver Nuggets, in cui segnò 15 punti contribuendo alla vittoria degli Hornets per 94-92.
Alla fine della stagione disputò 9 partite (tutte da titolare) in cui tenne di media 20,6 punti, 3,4 assist, 2,8 rimbalzi e 1,4 palle rubate in 34,4 minuti a partita.

#### Stagione 2012-13
In estate lui era restricted free agent: il 12 luglio 2012 accettò un'offerta da 58 milioni di dollari in 4 anni (con opzione per il giocatore per il quinto anno) dei Phoenix Suns. Ma il 15 luglio, all'ultimo giorno di tempo, gli Hornets (nonostante Gordon avesse giocato solo 9 partite con loro per via dei problemi fisici) pareggiarono l'offerta, facendo sì che Gordon fosse un loro tesserato per altri quattro anni. Gordon non prese bene la situazione in quanto lui voleva lasciare New Orleans.

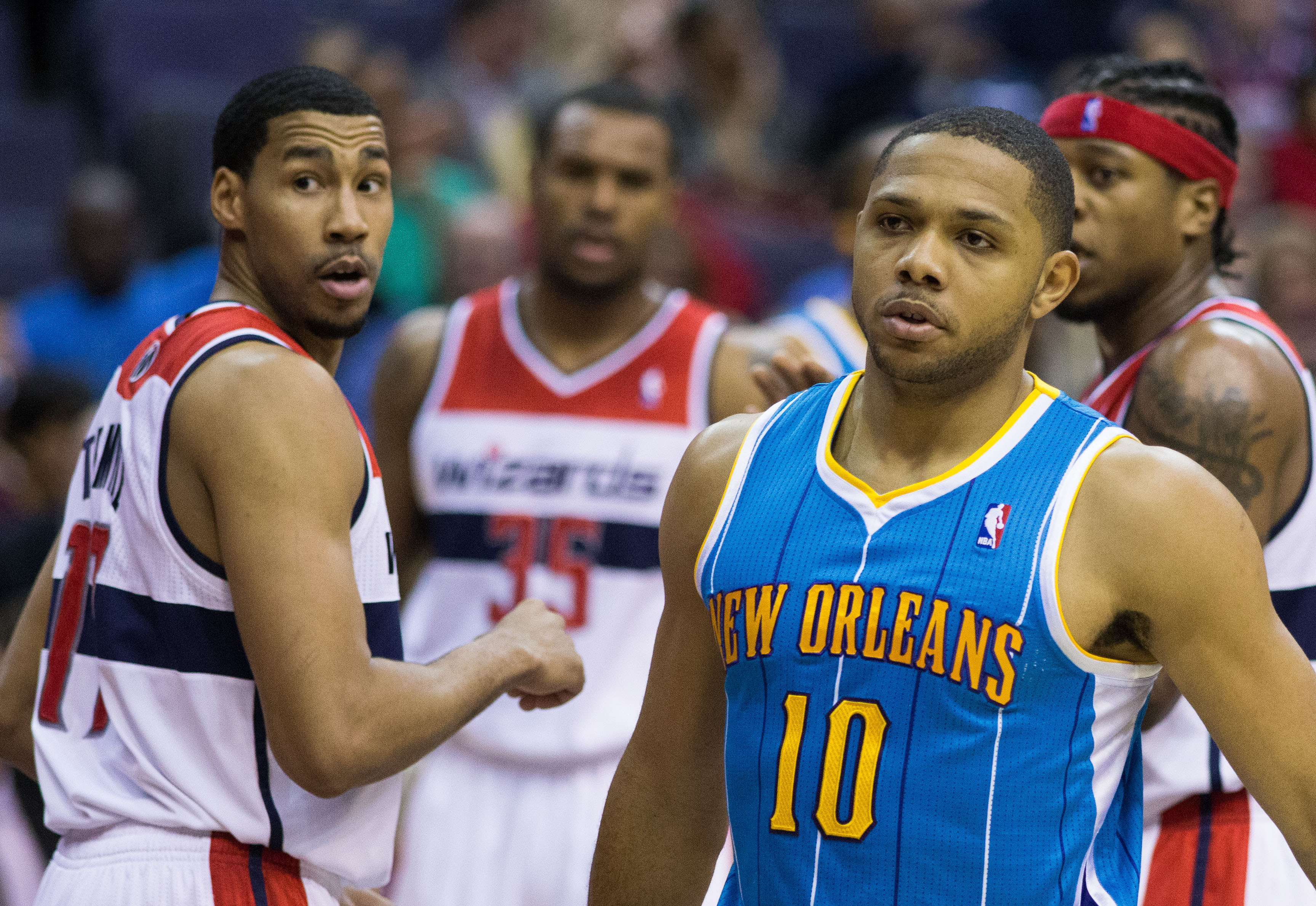
Gordon a New Orleans nel 2013 contro gli Washington Wizards

Dopo un'estate tormentata dalle voci di mercato, Gordon ebbe ancora una volta problemi al ginocchio per cui l'8 novembre 2012 andò a curarsi a Los Angeles.
Rientrò in campo (dopo avere saltato le prime 29 gare stagionali) anticipatamente rispetto a quanto previsto il 30 dicembre 2012 nella gara esterna contro gli Charlotte Bobcats vinta 98-95 dando il suo contributo con 24 punti, 7 assist e 2 palle rubate in 25 minuti partendo dalla panchina. I dottori consigliarono agli Hornets di non far lavorare troppo il ginocchio di Gordon e di non fargli giocare più di 30 minuti. Tornò nel quintetto base il 6 gennaio 2013 nella gara giocata in trasferta contro i Dallas Mavericks; in questa Gordon segnò il canestro della vittoria (ottenuta col punteggio di 99-96) all'overtime a 17,9 secondi dalla fine. Ad aprile Gordon giocò il suo primo back-to-back contro i Sacramento Kings col via libera dei medici, segnando 23 punti (saltò tutti i back-to-back precedenti proprio per evitare ulteriori problemi al ginocchio). Il 7 del mese stesso ebbe anche uno screzio con il suo allenatore Monty Williams. In stagione Gordon giocò 42 partite (quasi la metà del totale di 82), di cui 40 da titolare tenendo una media di 17 punti, 1,8 rimbalzi, 3,3 assist e 1,1 palle rubate a partita.

#### Stagione 2013-14
Nella stagione 2013-2014 Gordon tenne il suo record di presenze (negli anni a New Orleans): lui giocò 64 partite, tutte da titolare. Nonostante un calo nella media punti rispetto alla stagione precedente (15,4 contro il 17 della stagione precedente), disputò partite di grande spessore come quella del 30 novembre 2013 contro i Philadelphia 76ers vinta dai Pelicans (in estate i New Orleans Hornets modificarono il proprio nome in New Orleans Pelicans) per 121-105 grazie a 26 punti (con un totale di 11/16 dal campo) e 7 assist di Gordon, o anche quella esterna del 5 marzo 2014 contro i Los Angeles Lakers in cui aiutò la propria squadra a vincere 132-125 con 28 punti e 6 assist. Quei 28 punti furono frutto di un 9/13 sui tiri dal campo, 4/5 da tre punti e 6/6 ai tiri liberi. Con questi punti (uniti ai 28 di Anthony Davis, i 24 di Tyreke Evans e ai 19 di Brian Roberts) interruppe la striscia negativa della squadra di 8 sconfitte consecutive.

Tuttavia la sua stagione terminò in anticipo: il 22 marzo 2014 nella gara esterna vinta contro Atlanta Hawks vinta 111-105 (in cui uscì dopo 7 minuti), fu vittima di una tendinite al ginocchio sinistro che lo costrinse a chiudere la sua stagione con 14 gare d'anticipo (fino ad allora aveva perso saltato solamente 4 partite).

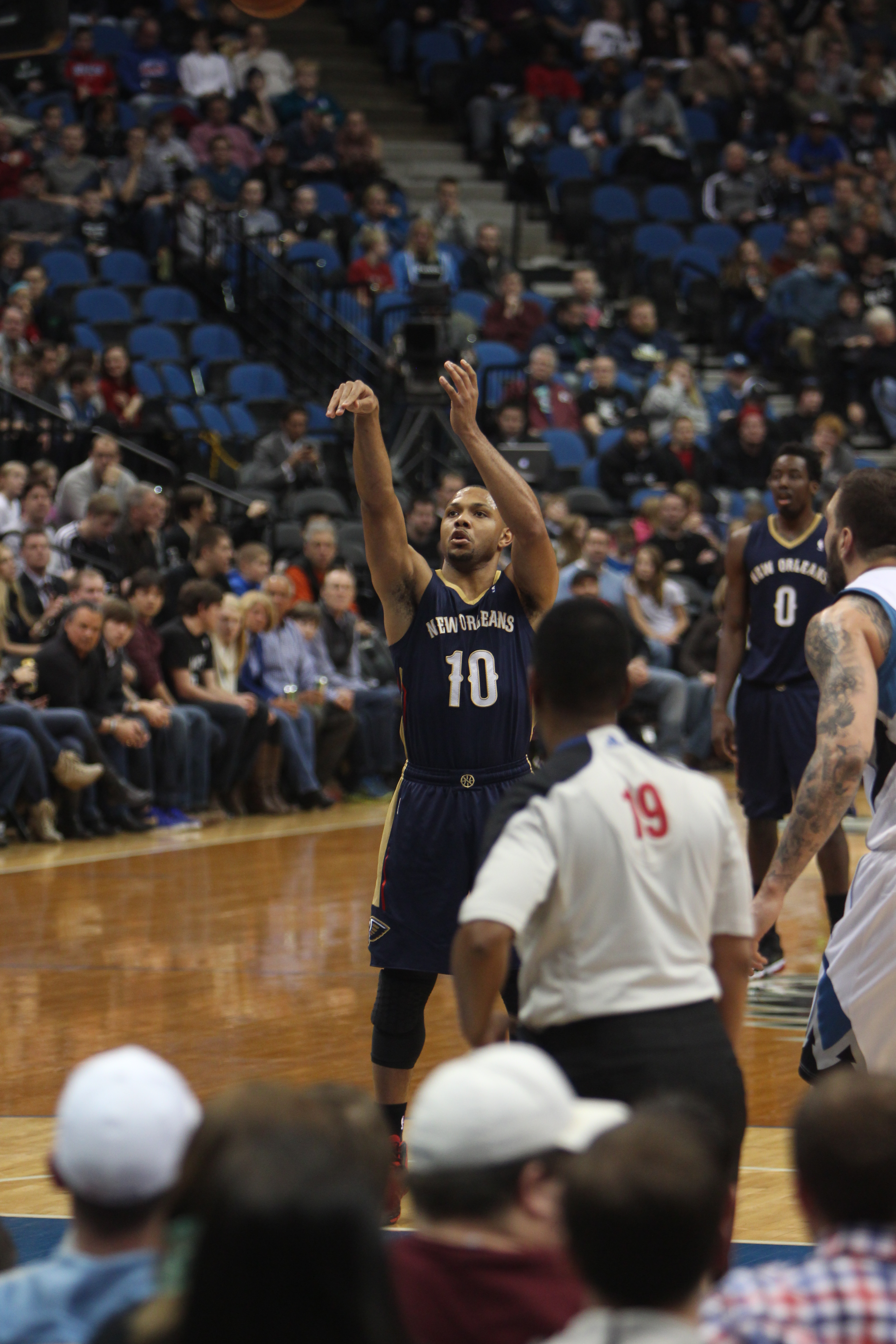
Gordon mentre batte un tiro libero contro i Minnesota Timberwolves nel 2014

#### Stagione 2014-15
Nelle prime 12 partite della stagione tenne una media di 9,5 punti a partita. Nella 12ª di queste, giocata il 23 novembre 2014 contro gli Utah Jazz (gara esterna vinta 106-94), subì un infortunio alla spalla sinistra che lo costrinse a stare fuori per 21 partite. Rientrò, dopo un mese e mezzo di assenza per infortunio, nella gara interna giocata contro gli Washington Wizards, persa col punteggio di 92-85; in questa partita disputò 33 minuti, mettendo a referto 6 punti, 4 rimbalzi e 5 assist.  Tenne una media del 44,8% da 3 punti che, oltre a essere il career-high di Gordon, fu seconda come percentuale per l'anno solo a quella di Kyle Korver (che tenne complessivamente il 49,2% dall'arco).
A fine stagione, nonostante una media punti molto più bassa rispetto agli anni passati (13,4 a partita, la peggiore della sua carriera a oggi), per la prima volta in carriera si qualificò per i play-off in quanto i Pelicans terminarono la stagione ottavi nella Western Conference. Tuttavia nei PO, nonostante Gordon avesse tenuto una media di 18,5 punti a partita, la squadra venne eliminata nella serie contro i Golden State Warriors (futuri campioni NBA) per 4-0.

#### Stagione 2015-16
Il 19 giugno 2015 esercitò la player option per rimanere ai Pelicans per un altro anno.
Nella stagione 2015-16 i New Orleans Pelicans non riuscirono a ripetersi: tutto il quintetto base (Gordon compreso) e alcune riserve importanti subirono infatti degli infortuni. L'assenza di Anthony Davis unita anche a quelle (sempre per infortunio) di Tyreke Evans, Jrue Holiday e del sesto uomo Ryan Anderson, Norris Cole e Quincy Pondexter condizionarono in negativo la squadra della Louisiana che al termine della stagione arrivò 12ª nella Western Conference. Gordon giocò solo 45 partite ancora una volta per colpa degli infortuni: il 19 gennaio 2016 subì un infortunio che lo costringe a rimanere fuori fino al 27 febbraio 2016. Il 6 marzo 2016 fu vittima di un altro infortunio che lo costrinse concludere anzitempo la stagione.
Nonostante tutti questi acciacchi lui tenne comunque di media 15,2 punti, 2,7 assist e 2,2 rimbalzi in 32,9 minuti a partita. A fine anno non rinnovò il suo contratto con la squadra.

### Houston Rockets (2016-2023)

#### Gli anni ai play-off (2016-2020)

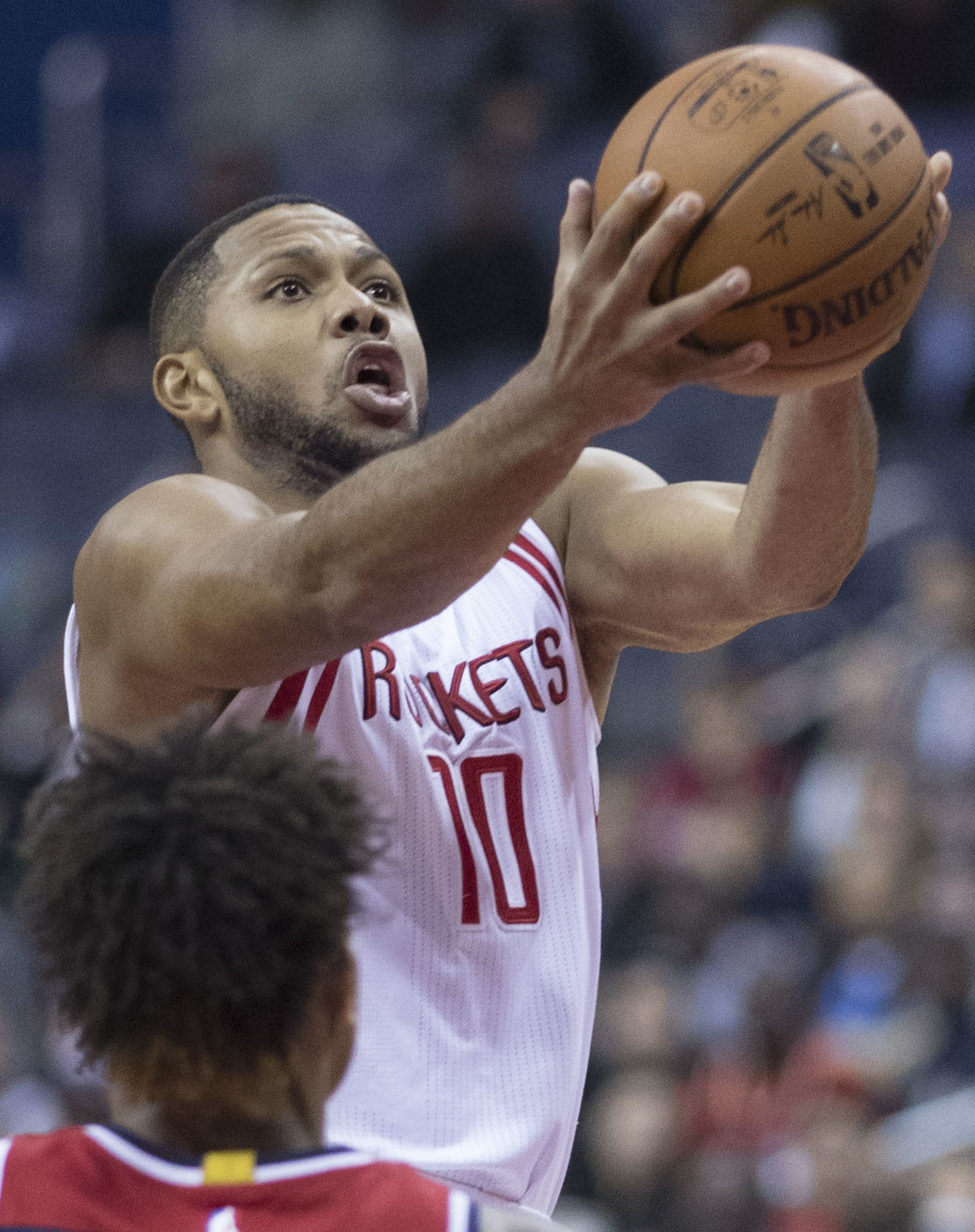
Gordon contro gli Washington Wizards

Il 10 luglio 2016 Gordon firmò da free agent con gli Houston Rockets dove raggiunse da Ryan Anderson, che anch'egli arrivò da free agent dai New Orleans Pelicans pochi giorni prima.
Riuscì a ritagliarsi sin da subito un ruolo importante nelle rotazioni del coach dei razzi Mike D'Antoni nonostante nel suo ruolo giocasse la stella della squadra James Harden. Lui fu il sesto uomo, e in alcuni casi partì titolare a causa dell'infortunio del playmaker titolare Patrick Beverley; con l'infortunio di Beverley Gordon diventò la guardia titolare della squadra, con lo spostamento di Harden nella posizione di playmaker. Al ritorno di Patrick Beverley, Gordon tornò a essere il sesto uomo della squadra texana.
Il 13 novembre 2016 nella partita interna persa per 106-100 contro i San Antonio Spurs segnò 27 punti. Il 28 novembre 2016 segnò 26 punti (mettendo a segno 6 tiri da 3 punti) nella gara vinta per 130-114 in casa dei Portland Trail Blazers. Il 7 dicembre mise a segno il suo career-high di tiri da 3 punti segnando 8 triple mettendo a referto in totale 26 punti nel successo interno per 134-95 contro i Los Angeles Lakers. Migliorò il suo record stagionale di punti segnandone 31 nella gara interna vinta 101-91 contro gli Washington Wizards. Tra l'altro alla fine di quella partita ci fu un tweet di Chase Hughes sul fatto che Gordon segnò il doppio dei punti della panchina degli Wizards che segnò solo 13 punti, mentre Gordon partendo dalla panchina ne segnò poco più del doppio.
Il 19 febbraio 2017 vinse la gara del tiro da 3 punti battendo allo spareggio Kyrie Irving.
Gordon contribuì significativamente durante la stagione a far sì che i Rockets raggiunsero il record di triple (di squadra) superando i 1077 tiri da 3 segnati dai Golden State Warriors l'anno precedente. Il 5 marzo 2017, nella gara vinta in casa per 123-108 contro i Memphis Grizzlies, segnò 18 punti (tutti provenienti da 6 tiri da 3) e batté il record di triple segnate da un giocatore proveniente dalla panchina (arrivando a 180 triple totali durante la stagione in quella gara); il seguente primato in precedenza apparteneva a Mirza Teletović che realizzò 179 triple partendo dalla panchina (181 totali considerando le poche gare in cui il bosniaco partì titolare e segnò da 3) durante la stagione precedente nella sua (unica) annata con i Phoenix Suns. Questo record venne battuto l'anno successivo da Wayne Ellington.
Tuttavia nei play-off tenne una media inferiore, rispetto alla stagione regolare, di 12,9 punti (contro i 16,2 della RS), e i Rockets si fermarono (deludendo così le aspettative) alle semifinali contro i San Antonio Spurs.
Comunque, per via delle ottime prestazioni offerte in stagione, ricevette il titolo di sesto uomo dell'anno, battendo Andre Iguodala e il compagno di squadra Lou Williams, divenendo inoltre il primo giocatore nella storia della franchigia a ricevere il tale premio.
L'anno successivo disputò 69 partite, partendo più spesso da titolare nonostante nel pacchetto piccoli figurasse il neoarrivato Chris Paul oltre ad Harden. Il 26 ottobre 2017 segnò 29 punti nella vittoria per 105-104 in trasferta contro i Philadelphia 76ers; nella stessa gara segnò anche il tiro decisivo che diede la vittoria alla sua squadra. A febbraio partecipò nuovamente alla gara del tiro da 3 punti, non ripetendo quanto fatto l'anno prima. In stagione confermò quanto di buono mostrato l'anno passato (18 i punti di media) anche nei playoffs in cui i Rockets arrivarono alle finali di conference contro i Golden State Warriors in cui segnò 24 punti (oltre ad avere rubato un pallone decisivo nei minuti finali) portando la squadra sul 3-2 nella serie. Tuttavia gli Warriors rimontarono vincendo 4-3 la serie (e che vinsero poi la finale per 4-0 contro i Cavs diventando campioni NBA per la terza volta in 4 anni).
A fine anno arrivò secondo nelle votazioni per il 6º uomo dell'anno, questa volta dietro a Lou Williams, oltre che davanti al sorprendete sophomore (rimasto undrafted un anno prima) Fred VanVleet.
Nel 2018-2019, dopo essere stato richiesto dai Minnesota Timberwolves in quanto Houston voleva Jimmy Butler in rotta con gli Wolves, rimase ai Rockets in quanto Butler andò ai Philadelphia 76ers. In stagione venne utilizzato anche da ala piccola. Il 26 novembre 2018 segnò 36 punti nella sconfitta all'overtime per 135-131 contro gli Washington Wizards. Il 31 dicembre 2018 subì un infortunio al ginocchio. Tra l'altro, nel periodo di assenza, espresse un certo malcontento per la sua situazione a Houston. Saltò 8 partite prima di tornare contro i Brooklyn Nets contro cui segnò 20 punti ma senza evitare la sconfitta dei texani per 145-142 in casa all'overtime contro i Brooklyn Nets. A fine stagione tenne di media 16,2 punti come nella sua primo anno a Houston. L'8 aprile pareggiò il suo record di tiri da 3 segnati in una partita realizzandone 8 (su 13 tentate) nel successo per 149-113 contro i Phoenix Suns, aiutando anche la squadra a raggiungere il record di triple segnate da una squadra in una partita (27).
Nei play-off partì come titolare da ala piccola, segnando il suo massimo di punti in post-season nella vittoriosa gara-3 contro i Golden State Warriors mettendo a referto 30, oltre ad avere realizzato il proprio massimo di tiri da 3 punti con un 7-14 dall'arco. Nella gara successiva contribuì al nuovo successo dei texani (112-108 il finale) segnando 20 punti e portando la serie sul 2-2. I suoi 17,8 punti di media non bastarono ai Rockets che vennero rieliminati dai gialloblù, questa volta in 6 gare.
Il 31 agosto 2019 rinnovò il suo contratto con i Rockets per 4 anni a 75,6 milioni di dollari complessivi.
La stagione fu travagliata per lui che dopo la gara vinta in trasferta per 122-116 contro i New Orleans Pelicans (in cui realizzò 17 punti) del 12 novembre, rimediò un infortunio al ginocchio che lo costrinse a stare fuori per un mese. Tornò a giocare il 29 dicembre proprio contro i Pelicans, segnando 20 punti, rivelatosi tuttavia inutili in quanto la squadra perse 127-112. Giocò con continuità nelle partite successive, tanto che il 27 gennaio 2020 migliorò il proprio career high di punti realizzandone 50 nella vittoria per 126-117 contro gli Utah Jazz. Tuttavia la sua stagione (per quel che concerne la RS) non fu all'altezza delle precedenti con i suoi numeri che andarono in calando, in particolare nel tiro da 3.
In post-season il suo rendimento migliorò in quanto tenne 17,3 punti di media (andando 6 volte oltre quota 20 punti) in 12 partite, che però non bastarono a fare sì che i Rockets vincessero il titolo in quanto vennero eliminati in semifinale di Conference dai Los Angeles Lakers.

#### Anni di transizione (2020-2023)
Nel 2020-2021 le cose non andarono bene né per Gordon né per i Rockets: orfani di James Harden e Russell Westbrook (entrambi ceduti), i texani subirono un drastico calo nei risultati rispetto agli anni passati, arrivando a perdere 20 partite consecutive (record per la franchigia) e tenendo il peggiore record di tutta la lega con 17 vittorie e 55 sconfitte. Per quanto riguarda Gordon invece disputò solo 27 partite a causa degli infortuni, terminando la sua stagione a marzo a causa di un problema all'inguine. Nell'arco delle gare da lui disputate ha tenuto una media di 17,8 punti, realizzando il proprio season-high (33 punti) nel successo per 133-108 contro i Dallas Mavericks del 23 gennaio 2021.
Nel 2021-22 Houston ebbe nuovamente problemi tenendo ancora una volta il peggior record di tutta la lega con 20 partite vinte e 62 perse. Nel mentre Gordon tenne una media di 13,4 punti in 57 partite giocate, realizzando il proprio season-high (32 punti) il 13 dicembre 2021 nel successo per 132-116 contro gli Atlanta Hawks. La sua annata fu condizionata dagli infortuni, terminando anzitempo a fine marzo.
L'anno successivo Gordon continuò a essere titolare nonostante i Rockets continuassero a essere in fondo nella classifica della Western Conference.

### Ritorno ai Los Angeles Clippers (2023)
Il 9 febbraio 2023 tornò (per via di uno scambio) ai Los Angeles Clippers dopo 12 anni. In regular season lui giocò 22 partite (di cui 11 da titolare) in cui tenne di media 11 punti, mentre nei playoffs giocò da titolare nella serie contro i Phoenix Suns; nella post-season lui tenne di media 10,2 punti, ma i Clippers uscirono in 5 partite.
A fine stagione viene tagliato dai Clippers.

### Phoenix Suns (2023-2024)
Il 6 luglio 2023 venne acquistato dai Phoenix Suns.
Nel corso dell'annata Gordon giocò prevalentemente come subentrante, e a dicembre rilasciò pure un'intervista in cui si lamentò della cosa. Anche in questa stagione, seppur abbia disputato 68 partite su 82, ebbe problemi fisici. Realizzò il proprio season-high di punti il 27 dicembre 2023 nel successo per 129-113 contro gli Houston Rockets. Nei playoffs i Suns vennero eliminati al primo turno dai Minnesota Timberwolves.
Il 27 giugno 2024 declinò la player option lasciando così la franchigia.

### Philadelphia 76ers (2024-)
Il 10 luglio 2024 firma per i Philadelphia 76ers.

### Nazionale

#### Stati Uniti
Venne convocato per i Mondiali 2010 venendo preferito al più esperto Rajon Rondo. Giocò tutte le 9 partite della squadra tenendo di media 8,6 punti e segnando in totale 19 tiri da 3 (secondo assoluto della squadra). Nel torneo fu il top scorer della squadra in occasione delle vittorie al primo turno contro Croazia (16 punti nella gara che segnò il suo debutto in nazionale oltre che nel torneo) e Tunisia (21 punti), e alla fine della rassegna conquistò così il suo primo trofeo in carriera, battendo in finale la Turchia padrona di casa 81-64 (seppur non avesse segnato alcun punto contro i turchi).
Figurò tra i preconvocati per le Olimpiadi di Londra 2012, a cui tuttavia non partecipò venendo escluso dal roster definitivo l'8 luglio 2012.
Tornò tra i convocati il 6 aprile 2018 del team USA figurando tra i 35 chiamati per il biennio 2018-2020. Venne confermato in squadra il 10 giugno 2019, figurando così tra i 20 pre-convocati per i Mondiali 2019, salvo poi autoescludersi il 20 luglio.

#### Bahamas
Nell'agosto 2023 scelse di indossare la canotta delle Bahamas, rappresentando così, la nazionale delle sue origini. Esordì il 14 del mese stesso nel successo per 109-68 contro Cuba, in cui realizzò 17 punti.

## Statistiche

### NCAA
| Anno      | Squadra          | PG | PT | MP   | TC%  | 3P%  | TL%  | RP  | AP  | PRP | SP  | PP   |
| --------- | ---------------- | -- | -- | ---- | ---- | ---- | ---- | --- | --- | --- | --- | ---- |
| 2007-2008 | Indiana Hoosiers | 32 | 32 | 34,7 | 43,3 | 33,7 | 83,4 | 3,3 | 2,4 | 1,3 | 0,6 | 20,9 |
| Carriera  | Carriera         | 32 | 32 | 34,7 | 43,3 | 33,7 | 83,4 | 3,3 | 2,4 | 1,3 | 0,6 | 20,9 |

#### Massimi in carriera
- Massimo di punti: 41 vs Tennessee-Chattanooga (13 dicembre 2007)[145]
- Massimo di rimbalzi: 6 (4 volte)
- Massimo di assist: 6 vs Iowa (21 novembre 2007)
- Massimo di palle rubate: 4 vs North Carolina-Wilmington (24 gennaio 2008)
- Massimo di stoppate: 3 (2 volte)
- Massimo di minuti giocati: 45 vs Illinois-Urbana-Champaign (8 febbraio 2008)

### NBA

#### Regular Season
| Anno      | Squadra            | PG  | PT  | MP   | TC%  | 3P%  | TL%  | RP  | AP  | PRP | SP  | PP   |
| --------- | ------------------ | --- | --- | ---- | ---- | ---- | ---- | --- | --- | --- | --- | ---- |
| 2008-2009 | L.A. Clippers      | 78  | 65  | 34,3 | 45,6 | 38,9 | 85,4 | 2,6 | 2,8 | 1,0 | 0,4 | 16,1 |
| 2009-2010 | L.A. Clippers      | 62  | 60  | 36,0 | 44,9 | 37,1 | 74,2 | 2,6 | 3,0 | 1,1 | 0,2 | 16,9 |
| 2010-2011 | L.A. Clippers      | 56  | 56  | 37,4 | 45,0 | 36,4 | 82,5 | 2,9 | 4,4 | 1,3 | 0,3 | 22,3 |
| 2011-2012 | N.O. Hornets       | 9   | 9   | 34,4 | 45,0 | 25,0 | 75,4 | 2,8 | 3,4 | 1,4 | 0,4 | 20,6 |
| 2012-2013 | N.O. Hornets       | 42  | 40  | 30,1 | 40,2 | 32,4 | 84,2 | 1,8 | 3,3 | 1,1 | 0,2 | 17,0 |
| 2013-2014 | N.O. Pelicans      | 64  | 64  | 32,1 | 43,6 | 39,1 | 78,5 | 2,6 | 3,3 | 1,2 | 0,2 | 15,4 |
| 2014-2015 | N.O. Pelicans      | 61  | 60  | 33,1 | 41,1 | 44,8 | 80,5 | 2,6 | 3,8 | 0,8 | 0,2 | 13,4 |
| 2015-2016 | N.O. Pelicans      | 45  | 44  | 32,9 | 41,8 | 38,4 | 88,8 | 2,2 | 2,7 | 1,0 | 0,3 | 15,2 |
| 2016-2017 | Houston Rockets    | 75  | 15  | 31,0 | 40,6 | 37,2 | 84,0 | 2,7 | 2,5 | 0,6 | 0,5 | 16,2 |
| 2017-2018 | Houston Rockets    | 69  | 30  | 31,2 | 42,8 | 35,9 | 80,9 | 2,5 | 2,2 | 0,6 | 0,4 | 18,0 |
| 2018-2019 | Houston Rockets    | 68  | 53  | 31,7 | 40,9 | 36,0 | 78,3 | 2,2 | 1,9 | 0,6 | 0,4 | 16,2 |
| 2019-2020 | Houston Rockets    | 36  | 15  | 28,2 | 36,9 | 31,7 | 76,6 | 2,0 | 1,5 | 0,6 | 0,4 | 14,4 |
| 2020-2021 | Houston Rockets    | 27  | 13  | 29,2 | 43,3 | 32,9 | 82,5 | 2,1 | 2,6 | 0,5 | 0,5 | 17,8 |
| 2021-2022 | Houston Rockets    | 57  | 46  | 29,3 | 47,5 | 41,2 | 77,8 | 2,0 | 2,7 | 0,5 | 0,3 | 13,4 |
| 2022-2023 | Houston Rockets    | 47  | 47  | 30,2 | 43,9 | 34,7 | 81,5 | 2,1 | 2,9 | 0,6 | 0,4 | 13,1 |
| 2022-2023 | L.A. Clippers      | 22  | 11  | 24,9 | 46,3 | 42,3 | 84,2 | 1,7 | 2,1 | 0,6 | 0,4 | 11,0 |
| 2023-2024 | Phoenix Suns       | 68  | 24  | 27,8 | 44,3 | 37,8 | 79,7 | 1,8 | 2,0 | 1,0 | 0,4 | 11,0 |
| 2024-2025 | Philadelphia 76ers | 39  | 13  | 19,7 | 42,6 | 40,9 | 75,0 | 1,2 | 1,7 | 0,7 | 0,3 | 6,8  |
| Carriera  | Carriera           | 925 | 665 | 31,2 | 43,0 | 37,2 | 81,0 | 2,3 | 2,7 | 0,8 | 0,4 | 15,3 |

#### Play-off
| Anno     | Squadra         | PG | PT | MP   | TC%  | 3P%  | TL%  | RP  | AP  | PRP | SP  | PP   |
| -------- | --------------- | -- | -- | ---- | ---- | ---- | ---- | --- | --- | --- | --- | ---- |
| 2015     | N.O. Pelicans   | 4  | 4  | 35,8 | 44,4 | 40,6 | 83,3 | 2,3 | 3,8 | 0,5 | 0,5 | 18,5 |
| 2017     | Houston Rockets | 11 | 2  | 32,5 | 42,1 | 38,6 | 72,2 | 3,9 | 2,0 | 0,7 | 0,5 | 12,9 |
| 2018     | Houston Rockets | 17 | 2  | 32,3 | 38,0 | 33,1 | 83,6 | 2,6 | 1,6 | 0,6 | 0,5 | 15,4 |
| 2019     | Houston Rockets | 11 | 11 | 37,3 | 44,7 | 40,0 | 85,7 | 2,5 | 1,3 | 0,6 | 1,0 | 17,8 |
| 2020     | Houston Rockets | 12 | 12 | 34,2 | 40,9 | 32,2 | 87,5 | 2,7 | 3,0 | 0,8 | 0,6 | 17,3 |
| 2023     | L.A. Clippers   | 5  | 5  | 29,8 | 40,9 | 34,5 | 83,3 | 1,4 | 2,6 | 0,6 | 0,4 | 10,2 |
| 2024     | Phoenix Suns    | 4  | 0  | 29,5 | 32,1 | 41,2 | 87,5 | 1,8 | 1,3 | 1,3 | 0,5 | 8,0  |
| Carriera | Carriera        | 64 | 36 | 33,4 | 40,9 | 36,1 | 83,8 | 2,7 | 2,1 | 0,7 | 0,6 | 15,1 |

#### Massimi in carriera
- Massimo di punti: 50 vs Utah Jazz (27 gennaio 2020)[146]
- Massimo di rimbalzi: 8 (6 volte)
- Massimo di assist: 11 vs San Antonio Spurs (1 novembre 2010)
- Massimo di palle rubate: 5 (4 volte)
- Massimo di stoppate: 3 (7 volte)
- Massimo di minuti giocati: 53 vs Utah Jazz (6 novembre 2010)

### Cronologia presenze e punti in Nazionale

#### Stati Uniti
| Cronologia completa delle presenze e dei punti in Nazionale - Stati Uniti | Cronologia completa delle presenze e dei punti in Nazionale - Stati Uniti | Cronologia completa delle presenze e dei punti in Nazionale - Stati Uniti | Cronologia completa delle presenze e dei punti in Nazionale - Stati Uniti | Cronologia completa delle presenze e dei punti in Nazionale - Stati Uniti | Cronologia completa delle presenze e dei punti in Nazionale - Stati Uniti | Cronologia completa delle presenze e dei punti in Nazionale - Stati Uniti | Cronologia completa delle presenze e dei punti in Nazionale - Stati Uniti |
| Data                                                                      | Città                                                                     | In casa                                                                   | Risultato                                                                 | Ospiti                                                                    | Competizione                                                              | Punti                                                                     | Note                                                                      |
| ------------------------------------------------------------------------- | ------------------------------------------------------------------------- | ------------------------------------------------------------------------- | ------------------------------------------------------------------------- | ------------------------------------------------------------------------- | ------------------------------------------------------------------------- | ------------------------------------------------------------------------- | ------------------------------------------------------------------------- |
| 15-8-2010                                                                 | New York                                                                  | Stati Uniti                                                               | 86 - 55                                                                   | Francia                                                                   | Amichevole                                                                | 8                                                                         | [ 147 ]                                                                   |
| 21-8-2010                                                                 | Madrid                                                                    | Lituania                                                                  | 61 - 77                                                                   | Stati Uniti                                                               | Amichevole                                                                | 9                                                                         | [ 148 ]                                                                   |
| 22-8-2010                                                                 | Madrid                                                                    | Spagna                                                                    | 85 - 86                                                                   | Stati Uniti                                                               | Amichevole                                                                | 0                                                                         | [ 149 ]                                                                   |
| 25-8-2010                                                                 | Istanbul                                                                  | Grecia                                                                    | 59 - 87                                                                   | Stati Uniti                                                               | Amichevole                                                                | 18                                                                        | [ 150 ]                                                                   |
| 28-8-2010                                                                 | Istanbul                                                                  | Stati Uniti                                                               | 106 - 78                                                                  | Croazia                                                                   | Mondiali 2010 - 1º turno                                                  | 16                                                                        | [ 136 ]                                                                   |
| 29-8-2010                                                                 | Istanbul                                                                  | Slovenia                                                                  | 77 - 99                                                                   | Stati Uniti                                                               | Mondiali 2010 - 1º turno                                                  | 6                                                                         | [ 151 ]                                                                   |
| 30-8-2010                                                                 | Istanbul                                                                  | Brasile                                                                   | 68 - 70                                                                   | Stati Uniti                                                               | Mondiali 2010 - 1º turno                                                  | 0                                                                         | [ 152 ]                                                                   |
| 1-9-2010                                                                  | Istanbul                                                                  | Stati Uniti                                                               | 88 - 51                                                                   | Iran                                                                      | Mondiali 2010 - 1º turno                                                  | 8                                                                         | [ 153 ]                                                                   |
| 2-9-2010                                                                  | Istanbul                                                                  | Tunisia                                                                   | 57 - 92                                                                   | Stati Uniti                                                               | Mondiali 2010 - 1º turno                                                  | 21                                                                        | [ 137 ]                                                                   |
| 6-9-2010                                                                  | Istanbul                                                                  | Stati Uniti                                                               | 106 - 78                                                                  | Angola                                                                    | Mondiali 2010 - Ottavi di finale                                          | 17                                                                        | [ 154 ]                                                                   |
| 9-9-2010                                                                  | Istanbul                                                                  | Stati Uniti                                                               | 89 - 79                                                                   | Russia                                                                    | Mondiali 2010 - Quarti di finale                                          | 6                                                                         | [ 155 ]                                                                   |
| 11-9-2010                                                                 | Istanbul                                                                  | Stati Uniti                                                               | 89 - 74                                                                   | Lituania                                                                  | Mondiali 2010 - Semifinale                                                | 3                                                                         | [ 156 ]                                                                   |
| 12-9-2010                                                                 | Istanbul                                                                  | Turchia                                                                   | 64 - 81                                                                   | Stati Uniti                                                               | Mondiali 2010 - Finale                                                    | 0                                                                         | [ 138 ]                                                                   |
| Totale                                                                    |                                                                           | Presenze                                                                  | 13                                                                        |                                                                           | Punti                                                                     | 112                                                                       |                                                                           |

#### Bahamas
| Cronologia completa delle presenze e dei punti in Nazionale - Bahamas | Cronologia completa delle presenze e dei punti in Nazionale - Bahamas | Cronologia completa delle presenze e dei punti in Nazionale - Bahamas | Cronologia completa delle presenze e dei punti in Nazionale - Bahamas | Cronologia completa delle presenze e dei punti in Nazionale - Bahamas | Cronologia completa delle presenze e dei punti in Nazionale - Bahamas | Cronologia completa delle presenze e dei punti in Nazionale - Bahamas | Cronologia completa delle presenze e dei punti in Nazionale - Bahamas |
| Data                                                                  | Città                                                                 | In casa                                                               | Risultato                                                             | Ospiti                                                                | Competizione                                                          | Punti                                                                 | Note                                                                  |
| --------------------------------------------------------------------- | --------------------------------------------------------------------- | --------------------------------------------------------------------- | --------------------------------------------------------------------- | --------------------------------------------------------------------- | --------------------------------------------------------------------- | --------------------------------------------------------------------- | --------------------------------------------------------------------- |
| 14-8-2023                                                             | Santiago del Estero                                                   | Cuba                                                                  | 68 - 109                                                              | Bahamas                                                               | Qual. Olimpiadi 2024 - Pre-qualifiche                                 | 17                                                                    | [ 157 ]                                                               |
| 16-8-2023                                                             | Santiago del Estero                                                   | Bahamas                                                               | 101 - 89                                                              | Argentina                                                             | Qual. Olimpiadi 2024 - Pre-qualifiche                                 | 24                                                                    | [ 158 ]                                                               |
| 18-8-2023                                                             | Santiago del Estero                                                   | Uruguay                                                               | 62 - 78                                                               | Bahamas                                                               | Qual. Olimpiadi 2024 - Pre-qualifiche                                 | 13                                                                    | [ 159 ]                                                               |
| 20-8-2023                                                             | Santiago del Estero                                                   | Bahamas                                                               | 82 - 75                                                               | Argentina                                                             | Qual. Olimpiadi 2024 - Pre-qualifiche                                 | 27                                                                    | [ 160 ]                                                               |
| Totale                                                                |                                                                       | Presenze                                                              | 4                                                                     |                                                                       | Punti                                                                 | 81                                                                    |                                                                       |

## Palmarès

### High school
- McDonald's All-American Game (2007)

### NBA
- NBA All-Rookie Second Team (2009)
- Foot Locker Three Point Contest (2017)
- NBA Sixth Man of the Year (2017)